# Mistrzostwa Świata w Lekkoatletyce 2009 – bieg na 100 m mężczyzn
Bieg na 100 m mężczyzn to jedna z konkurencji rozegranych podczas XII mistrzostw świata w lekkoatletyce.
Wymagane minimum A do udziału w mistrzostwach świata wynosiło 10,21, natomiast minimum B – 10,28.
Eliminacje i ćwierćfinały rozegrano 15 sierpnia 2009, zaś półfinały i finał odbyły się 16 sierpnia.
| Poz. – pozycja                                                                                     |
| WR – rekord świata \| NR – rekord krajowy \| PB – rekord życiowy \| SB – najlepszy wynik w sezonie |
| DNF – nie ukończył biegu \| DNS – nie wystartował \| DQ – dyskwalifikacja                          |
| * wyniki podawane w sekundach                                                                      |

## Rekordy przed mistrzostwami
W poniższej tabeli przedstawione są rekord świata, rekord mistrzostw świata, rekord Polski oraz rekordy poszczególnych kontynentów sprzed rywalizacji (14 sierpnia 2009) roku.
| Rekord świata                                  | Usain Bolt (JAM)       | 9,69 s  | Pekin, Chiny       | 16.08.2008 |
| Rekord mistrzostw świata                       | Maurice Greene (USA)   | 9,80 s  | Sewilla, Hiszpania | 22.08.1999 |
| Rekord Polski                                  | Marian Woronin (POL)   | 10,00 s | Warszawa, Polska   | 9.06.1984  |
| Rekord Afryki                                  | Olusoji Fasuba (NGR)   | 9,85 s  | Doha, Katar        | 12.05.2006 |
| Rekord Ameryki Południowej                     | Robson da Silva (BRA)  | 10,00 s | Meksyk, Meksyk     | 22.08.1988 |
| Rekord Ameryki Północnej, Środkowej i Karaibów | Usain Bolt (JAM)       | 9,69 s  | Pekin, Chiny       | 16.08.2008 |
| Rekord Azji                                    | Samuel Francis (QAT)   | 9,99 s  | Amman, Jordania    | 22.08.2007 |
| Rekord Europy                                  | Francis Obikwelu (POR) | 9,86 s  | Ateny, Grecja      | 22.08.2004 |
| Rekord Australii i Oceanii                     | Patrick Johnson (AUS)  | 9,93 s  | Mito, Japonia      | 05.05.2003 |

## Przebieg zawodów

### Pierwsza runda
Pierwsza runda odbyła się 15 sierpnia. Wystartowało w niej 90 zawodników, którzy zostali zgłoszeni do zawodów. Bezpośrednio do ćwierćfinałów awansowali trzej najlepsi zawodnicy każdego z 12 biegów (Q) oraz czterech zawodników z najlepszymi czasami, którzy zajęli miejsca gorsze niż trzecie (q).

#### Bieg 1
Wiatr: -0,4 m/s
Godzina: 11:40 (UTC+2)
| Poz. | Zawodnik              | Narodowość                     | Tor | Reakcja | Rezultat | Uwagi                     |
| ---- | --------------------- | ------------------------------ | --- | ------- | -------- | ------------------------- |
| 1    | Michael Frater        | 2 Jamajka                      | 6   | 0,144   | 10,30    | Q                         |
| 2    | Arnaldo Abrantes      | 4 Portugalia                   | 4   | 0,137   | 10,41    | Q                         |
| 3    | Shintaro Kimura       | 3 Japonia                      | 2   | 0,132   | 10,47    | Q                         |
| 4    | Simone Collio         | 7 Włochy                       | 7   | 0,162   | 10,49    |                           |
| 5    | Matic Osovnikar       | 6 Słowenia                     | 5   | 0,175   | 10,52    |                           |
| 6    | Aymard Bosse Béranger | 5 Republika Środkowoafrykańska | 3   | 0,143   | 10,55    |                           |
| 7    | Jack Iroga            | 8 Wyspy Salomona               | 8   | 0,144   | 10,98    | Najlepszy wynik w sezonie |
| 8    | Dominic Carroll       | 1 Gibraltar                    | 1   | 0,162   | DNF      |                           |

#### Bieg 2
Wiatr: -0,2 m/s
Godzina: 11:47 (UTC+2)
| Poz. | Zawodnik                 | Narodowość        | Tor | Reakcja | Rezultat | Uwagi          |
| ---- | ------------------------ | ----------------- | --- | ------- | -------- | -------------- |
| 1    | Darvis Patton            | Stany Zjednoczone | 4   | 0,160   | 10,26    | Q              |
| 2    | Emanuele Di Gregorio     | Włochy            | 6   | 0,167   | 10,35    | Q              |
| 3    | Masashi Eriguchi         | Japonia           | 2   | 0,131   | 10,38    | Q              |
| 4    | Barakat al-Harthi        | Oman              | 5   | 0,149   | 10,41    |                |
| 5    | Stefan Schwab            | Niemcy            | 8   | 0,156   | 10,50    |                |
| 6    | Liqat Ali                | Pakistan          | 1   | 0,138   | 10,64    |                |
| 7    | Oumar Bella Bah          | Gwinea            | 3   | 0,186   | 11,20    | Rekord życiowy |
| 8    | Delivert Arsene Kimbembe | Kongo             | 7   | 8       | DNS      |                |

#### Bieg 3
Wiatr: -0,4 m/s
Godzina: 11:54 (UTC+2)
| Poz. | Zawodnik          | Narodowość | Tor | Reakcja | Rezultat | Uwagi          |
| ---- | ----------------- | ---------- | --- | ------- | -------- | -------------- |
| 1    | Martial Mbandjock | Francja    | 8   | 0,156   | 10,28    | Q              |
| 2    | Obinna Metu       | Nigeria    | 6   | 0,124   | 10,38    | Q              |
| 3    | Asafa Powell      | Jamajka    | 3   | 0,120   | 10,38    | Q              |
| 4    | Aziz Ouhadi       | Maroko     | 4   | 0,148   | 10,40    |                |
| 5    | Derrick Atkins    | Bahamy     | 2   | 0,139   | 10,44    |                |
| 6    | Ivano Bucci       | San Marino | 5   | 0,165   | 11,24    |                |
| 7    | Leon Mengloi      | Palau      | 7   | 0,194   | 11,60    | Rekord życiowy |

#### Bieg 4
Wiatr: -0,1 m/s
Godzina: 12:01 (UTC+2)
| Poz. | Zawodnik                  | Narodowość               | Tor | Reakcja | Rezultat | Uwagi                     |
| ---- | ------------------------- | ------------------------ | --- | ------- | -------- | ------------------------- |
| 1    | Dwain Chambers            | Wielka Brytania          | 6   | 0,148   | 10,18    | Q                         |
| 2    | Olusoji Adetokunbo Fasuba | Nigeria                  | 1   | 0,176   | 10,31    | Q                         |
| 3    | Monzavous Edwards         | Stany Zjednoczone        | 5   | 0,181   | 10,32    | Q                         |
| 4    | Ben Youssef Meité         | Wybrzeże Kości Słoniowej | 8   | 0,163   | 10,41    |                           |
| 5    | Shehan Abeypitiyage       | Sri Lanka                | 3   | 0,175   | 10,53    |                           |
| 6    | Wilfried Bingangoye       | Gabon                    | 7   | 0,204   | 10,62    |                           |
| 7    | Mohamed Faisal            | Brunei                   | 2   | 0,152   | 11,12    | Rekord życiowy            |
| 8    | Massoud Azizi             | Afganistan               | 4   | 0,180   | 11,79    | Najlepszy wynik w sezonie |

#### Bieg 5
Wiatr: -0,7 m/s
Godzina: 12:08 (UTC+2)
| Poz. | Zawodnik            | Narodowość                           | Tor | Reakcja | Rezultat | Uwagi          |
| ---- | ------------------- | ------------------------------------ | --- | ------- | -------- | -------------- |
| 1    | Daniel Bailey       | Antigua i Barbuda                    | 6   | 0,164   | 10,26    | Q              |
| 2    | Jaysuma Saidy Ndure | Norwegia                             | 8   | 0,155   | 10,35    | Q              |
| 3    | Adrian Griffith     | Bahamy                               | 4   | 0,167   | 10,37    | Q              |
| 4    | Tobias Unger        | Niemcy                               | 5   | 0,133   | 10,42    |                |
| 5    | Adrian Durant       | Wyspy Dziewicze Stanów Zjednoczonych | 2   | 0,154   | 10,46    |                |
| 6    | Jurgen Themen       | Surinam                              | 7   | 0,158   | 11,24    |                |
| 7    | Yondan Namelo       | Mikronezja                           | 3   | 0,185   | 11,78    | Rekord życiowy |

#### Bieg 6
Wiatr: -0,8 m/s
Godzina: 12:15 (UTC+2)
| Poz. | Zawodnik              | Narodowość        | Tor | Reakcja | Rezultat | Uwagi                     |
| ---- | --------------------- | ----------------- | --- | ------- | -------- | ------------------------- |
| 1    | Christophe Lemaître   | Francja           | 6   | 0,177   | 10,23    | Q                         |
| 2    | Marc Burns            | Trynidad i Tobago | 3   | 0,163   | 10,39    | Q                         |
| 3    | Dariusz Kuć           | Polska            | 4   | 0,138   | 10,46    | Q                         |
| 4    | Ryan Moseley          | Austria           | 1   | 0,141   | 10,58    |                           |
| 5    | Franklin Nazareno     | Ekwador           | 8   | 0,156   | 10,71    |                           |
| 6    | Tsui Chi Ho           | Hongkong          | 5   | 0,154   | 10,77    |                           |
| 7    | Mohamed Masudul Karim | Bangladesz        | 2   | 0,163   | 11,32    | Najlepszy wynik w sezonie |
| 8    | Quaski Itaia          | Nauru             | 7   | 0,169   | 11,76    | Najlepszy wynik w sezonie |

#### Bieg 7
Wiatr: 0,4 m/s
Godzina: 12:22 (UTC+2)
| Poz. | Zawodnik                | Narodowość      | Tor | Reakcja | Rezultat | Uwagi                     |
| ---- | ----------------------- | --------------- | --- | ------- | -------- | ------------------------- |
| 1    | Andrew Hinds            | Barbados        | 4   | 0,150   | 10,30    | Q                         |
| 2    | Simeon Williamson       | Wielka Brytania | 8   | 0,160   | 10,34    | Q                         |
| 3    | Ronald Pognon           | Francja         | 6   | 0,124   | 10,35    | Q                         |
| 4    | Martin Keller           | Niemcy          | 7   | 0,143   | 10,35    | q,                        |
| 5    | Ángel David Rodríguez   | Hiszpania       | 5   | 0,150   | 10,39    | q,                        |
| 6    | Basílio de Moraes       | Brazylia        | 1   | 0,139   | 10,54    |                           |
| 7    | Denvil Ruan             | Anguilla        | 3   | 0,146   | 11,31    | Rekord życiowy            |
| 8    | Soulisack Silisavadymao | Laos            | 2   | 0,155   | 11,66    | Najlepszy wynik w sezonie |

#### Bieg 8
Wiatr: 0,0 m/s
Godzina: 12:29 (UTC+2)
| Poz. | Zawodnik           | Narodowość          | Tor | Reakcja | Rezultat | Uwagi                     |
| ---- | ------------------ | ------------------- | --- | ------- | -------- | ------------------------- |
| 1    | Samuel Francis     | Katar               | 5   | 0,159   | 10,21    | Q                         |
| 2    | Emmanuel Callander | Trynidad i Tobago   | 6   | 0,151   | 10,24    | Q                         |
| 3    | Churandy Martina   | Antyle Holenderskie | 7   | 0,151   | 10,26    | Q                         |
| 4    | Daniel Grueso      | Kolumbia            | 8   | 0,155   | 10,27    | q                         |
| 5    | Rolando Palacios   | Honduras            | 1   | 0,178   | 10,28    | q,                        |
| 6    | Fernando Lumain    | Indonezja           | 3   | 0,149   | 10,76    |                           |
| 7    | Hussain Haleem     | Malediwy            | 4   | 0,197   | 11,00    | Rekord kraju              |
| 8    | Suwaibou Sanneh    | Gambia              | 2   | 0,129   | 11,02    | Najlepszy wynik w sezonie |

#### Bieg 9
Wiatr: -0,5 m/s
Godzina: 12:36 (UTC+2)
| Poz. | Zawodnik            | Narodowość | Tor | Reakcja | Rezultat | Uwagi                     |
| ---- | ------------------- | ---------- | --- | ------- | -------- | ------------------------- |
| 1    | Usain Bolt          | Jamajka    | 3   | 0,144   | 10,20    | Q                         |
| 2    | Gerald Phiri        | Zambia     | 2   | 0,141   | 10,30    | Q                         |
| 3    | Egwero Ogho-Oghene  | Nigeria    | 5   | 0,166   | 10,30    | Q                         |
| 4    | Bryan Barnett       | Kanada     | 8   | 0,167   | 10,42    |                           |
| 5    | José Carlos Moreira | Brazylia   | 4   | 0,176   | 10,55    |                           |
| 6    | Aisea Tohi          | Tonga      | 7   | 0,181   | 11,32    |                           |
| 7    | Okilani Tinilau     | Tuvalu     | 6   | 0,170   | 11,57    | Najlepszy wynik w sezonie |

#### Bieg 10
Wiatr: -0,3 m/s
Godzina: 12:43 (UTC+2)
| Poz. | Zawodnik         | Narodowość        | Tor | Reakcja | Rezultat | Uwagi                     |
| ---- | ---------------- | ----------------- | --- | ------- | -------- | ------------------------- |
| 1    | Richard Thompson | Trynidad i Tobago | 6   | 0,155   | 10,36    | Q                         |
| 2    | Tyrone Edgar     | Wielka Brytania   | 1   | 0,153   | 10,42    | Q                         |
| 3    | Simon Magakwe    | Południowa Afryka | 3   | 0,155   | 10,54    | Q                         |
| 4    | Aziz Zakari      | Ghana             | 7   | 0,157   | 10,57    |                           |
| 5    | Idrissa Sanou    | Burkina Faso      | 2   | 0,143   | 10,74    |                           |
| 6    | Mhadjou Youssouf | Komory            | 4   | 0,162   | 10,89    | Najlepszy wynik w sezonie |
| 7    | Desisław Gunew   | Bułgaria          | 8   | 0,142   | 11,07    |                           |
| 8    | Nooa Takooa      | Kiribati          | 5   | 0,118   | 11,74    | Rekord życiowy            |

#### Bieg 11
Wiatr: -0,2 m/s
Godzina: 12:50 (UTC+2)
| Poz. | Zawodnik        | Narodowość          | Tor | Reakcja | Rezultat | Uwagi          |
| ---- | --------------- | ------------------- | --- | ------- | -------- | -------------- |
| 1    | Tyson Gay       | Stany Zjednoczone   | 8   | 0,194   | 10,16    | Q              |
| 2    | Kim Collins     | Saint Kitts i Nevis | 6   | 0,159   | 10,28    | Q              |
| 3    | Fabio Cerutti   | Włochy              | 3   | 0,138   | 10,36    | Q              |
| 4    | Kemar Hyman     | Kajmany             | 7   | 0,163   | 10,59    |                |
| 5    | Carlos Jorge    | Dominikana          | 4   | 0,160   | 10,73    |                |
| 6    | Aaron Victorian | Samoa Amerykańskie  | 2   | 0,184   | 11,37    | Rekord życiowy |
| 7    | Tiraa Arere     | Wyspy Cooka         | 5   | 0,167   | 11,55    |                |

#### Bieg 12
Wiatr: -0,4 m/s
Godzina: 12:57 (UTC+2)
| Poz. | Zawodnik          | Narodowość        | Tor | Reakcja | Rezultat | Uwagi          |
| ---- | ----------------- | ----------------- | --- | ------- | -------- | -------------- |
| 1    | Michael Rodgers   | Stany Zjednoczone | 3   | 0,157   | 10,25    | Q              |
| 2    | Naoki Tsukahara   | Japonia           | 2   | 0,145   | 10,28    | Q              |
| 3    | Adam Harris       | Gujana            | 8   | 0,134   | 10,35    | Q              |
| 4    | Ramon Gittens     | Barbados          | 4   | 0,147   | 10,47    |                |
| 5    | Cédric Nabe       | Szwajcaria        | 6   | 0,118   | 10,51    |                |
| 6    | Danny D’Souza     | Seszele           | 5   | 0,148   | 10,92    |                |
| 7    | Phillip Poznanski | Wyspy Marshalla   | 1   | 0,167   | 11,97    | Rekord życiowy |
| 8    | Clayton Kenty     | Mariany Północne  | 7   | 0,178   | 12,29    | Rekord życiowy |

### Ćwierćfinały
Biegi ćwierćfinałowe odbyły się 15 sierpnia. Wystartowało w nich 40 zawodników, którzy przedostali się z pierwszej rundy. Bezpośrednio do półfinałów awansowali trzej najlepsi zawodnicy każdego z 5 biegów (Q) oraz jeden zawodnik z najlepszym czasem, którzy zajął czwarte miejsce (q).

#### Bieg 1
Wiatr: -0,7 m/s
Godzina: 18:50 (UTC+2)
| Poz. | Zawodnik             | Narodowość        | Tor | Reakcja | Rezultat | Uwagi |
| ---- | -------------------- | ----------------- | --- | ------- | -------- | ----- |
| 1    | Dwain Chambers       | Wielka Brytania   | 3   | 0,150   | 10,04    | Q,    |
| 2    | Richard Thompson     | Trynidad i Tobago | 4   | 0,145   | 10,08    | Q     |
| 3    | Martial Mbandjock    | Francja           | 5   | 0,150   | 10,22    | Q     |
| 4    | Emanuele Di Gregorio | Włochy            | 6   | 0,156   | 10,26    |       |
| 5    | Adam Harris          | Gujana            | 8   | 0,144   | 10,39    |       |
| 6    | Arnaldo Abrantes     | Portugalia        | 7   | 0,159   | 10,40    |       |
| 7    | Martin Keller        | Niemcy            | 2   | 0,136   | 10,40    |       |
| 8    | Masashi Eriguchi     | Japonia           | 1   | 0,123   | 10,45    |       |

#### Bieg 2
Wiatr: 0,4 m/s
Godzina: 18:57 (UTC+2)
| Poz. | Zawodnik            | Narodowość        | Tor | Reakcja | Rezultat | Uwagi          |
| ---- | ------------------- | ----------------- | --- | ------- | -------- | -------------- |
| 1    | Michael Rodgers     | Stany Zjednoczone | 6   | 0,147   | 10,01    | Q              |
| 2    | Tyrone Edgar        | Wielka Brytania   | 7   | 0,149   | 10,12    | Q              |
| 3    | Naoki Tsukahara     | Japonia           | 4   | 0,128   | 10,15    | Q              |
| 4    | Gerald Phiri        | Zambia            | 5   | 0,146   | 10,16    | q,             |
| 5    | Egwero Ogho-Oghene  | Nigeria           | 8   | 0,161   | 10,19    | Rekord życiowy |
| 6    | Simon Magakwe       | Południowa Afryka | 1   | 0,146   | 10,71    |                |
| 7    | Daniel Grueso       | Kolumbia          | 2   | 7       | DQ       |                |
| 8    | Christophe Lemaître | Francja           | 3   | 8       | DQ       |                |

#### Bieg 3
Wiatr: -0,4 m/s
Godzina: 19:04 (UTC+2)
| Poz. | Zawodnik                  | Narodowość          | Tor | Reakcja | Rezultat | Uwagi |
| ---- | ------------------------- | ------------------- | --- | ------- | -------- | ----- |
| 1    | Asafa Powell              | Jamajka             | 1   | 0,130   | 9,95     | Q     |
| 2    | Darvis Patton             | Stany Zjednoczone   | 3   | 0,141   | 10,05    | Q     |
| 3    | Marc Burns                | Trynidad i Tobago   | 8   | 0,184   | 10,12    | Q     |
| 4    | Kim Collins               | Saint Kitts i Nevis | 5   | 0,157   | 10,20    |       |
| 5    | Samuel Francis            | Katar               | 6   | 0,147   | 10,20    |       |
| 6    | Olusoji Adetokunbo Fasuba | Nigeria             | 5   | 0,174   | 10,25    |       |
| 7    | Ronald Pognon             | Francja             | 7   | 0,149   | 10,27    |       |
| 8    | Shintaro Kimura           | Japonia             | 2   | 0,138   | 10,54    |       |

#### Bieg 4
Wiatr: 0,1 m/s
Godzina: 19:11 (UTC+2)
| Poz. | Zawodnik              | Narodowość        | Tor | Reakcja | Rezultat | Uwagi                     |
| ---- | --------------------- | ----------------- | --- | ------- | -------- | ------------------------- |
| 1    | Tyson Gay             | Stany Zjednoczone | 6   | 0,155   | 9,98     | Q                         |
| 2    | Michael Frater        | Jamajka           | 5   | 0,142   | 10,09    | Q                         |
| 3    | Jaysuma Saidy Ndure   | Norwegia          | 3   | 0,146   | 10,16    | Q                         |
| 4    | Andrew Hinds          | Barbados          | 4   | 0,128   | 10,23    |                           |
| 5    | Adrian Griffith       | Bahamy            | 1   | 0,160   | 10,28    |                           |
| 6    | Obinna Metu           | Nigeria           | 7   | 0,118   | 10,36    |                           |
| 7    | Fabio Cerutti         | Włochy            | 8   | 0,136   | 10,37    |                           |
| 8    | Ángel David Rodríguez | Hiszpania         | 2   | 0,149   | 10,39    | Najlepszy wynik w sezonie |

#### Bieg 5
Wiatr: 0,1 m/s
Godzina: 19:18 (UTC+2)
| Poz. | Zawodnik           | Narodowość          | Tor | Reakcja | Rezultat | Uwagi                     |
| ---- | ------------------ | ------------------- | --- | ------- | -------- | ------------------------- |
| 1    | Daniel Bailey      | Antigua i Barbuda   | 3   | 0,149   | 10,02    | Q                         |
| 2    | Usain Bolt         | Jamajka             | 4   | 0,155   | 10,03    | Q                         |
| 3    | Monzavous Edwards  | Stany Zjednoczone   | 7   | 0,157   | 10,15    | Q                         |
| 4    | Churandy Martina   | Antyle Holenderskie | 8   | 0,205   | 10,19    |                           |
| 5    | Simeon Williamson  | Wielka Brytania     | 5   | 0,156   | 10,23    |                           |
| 6    | Rolando Palacios   | Honduras            | 2   | 0,215   | 10,24    | Najlepszy wynik w sezonie |
| 7    | Emmanuel Callander | Trynidad i Tobago   | 6   | 0,149   | 10,27    |                           |
| 8    | Dariusz Kuć        | Polska              | 1   | 0,184   | 10,38    |                           |

### Półfinały
Półfinały odbyły się 16 sierpnia. Wystartowało w nich 16 zawodników, którzy przedostali się z ćwierćfinałów. Bezpośrednio do finału awansowało czterech najlepszych zawodników każdego z dwóch biegów (Q).

#### Bieg 1
Wiatr: 0,2 m/s
Godzina: 19:10 (UTC+2)
| Poz. | Zawodnik            | Narodowość        | Tor | Reakcja | Rezultat | Uwagi |
| ---- | ------------------- | ----------------- | --- | ------- | -------- | ----- |
| 1    | Usain Bolt          | Jamajka           | 6   | 0,135   | 9,89     | Q     |
| 2    | Daniel Bailey       | Antigua i Barbuda | 4   | 0,135   | 9,96     | Q     |
| 3    | Darvis Patton       | Stany Zjednoczone | 3   | 0,152   | 9,98     | Q,    |
| 4    | Marc Burns          | Trynidad i Tobago | 8   | 0,159   | 10,01    | Q,    |
| 5    | Michael Rodgers     | Stany Zjednoczone | 5   | 0,154   | 10,04    |       |
| 6    | Martial Mbandjock   | Francja           | 1   | 0,138   | 10,18    |       |
| 7    | Jaysuma Saidy Ndure | Norwegia          | 2   | 0,143   | 10,20    |       |
| 8    | Tyrone Edgar        | Wielka Brytania   | 7   | 8       | DQ       |       |

#### Bieg 2
Wiatr: -0,2 m/s
Godzina: 19:18 (UTC+2)
| Poz. | Zawodnik          | Narodowość        | Tor | Reakcja | Rezultat | Uwagi |
| ---- | ----------------- | ----------------- | --- | ------- | -------- | ----- |
| 1    | Tyson Gay         | Stany Zjednoczone | 5   | 0,143   | 9,93     | Q     |
| 2    | Asafa Powell      | Jamajka           | 4   | 0,133   | 9,95     | Q     |
| 3    | Richard Thompson  | Trynidad i Tobago | 3   | 0,132   | 9,98     | Q,    |
| 4    | Dwain Chambers    | Wielka Brytania   | 6   | 0,182   | 10,04    | Q,    |
| 5    | Michael Frater    | Jamajka           | 7   | 0,153   | 10,14    |       |
| 6    | Monzavous Edwards | Stany Zjednoczone | 2   | 0,146   | 10,14    |       |
| 7    | Gerald Phiri      | Zambia            | 1   | 0,143   | 10,19    |       |
| 8    | Naoki Tsukahara   | Japonia           | 8   | 0,152   | 10,25    |       |

### Finał
Bieg finałowy odbył się 16 sierpnia. Złoty medal, bijąc rekord świata, zdobył Jamajczyk Usain Bolt.
Wiatr: 0,9 m/s
Godzina: 21:35 (UTC+2)
| Poz. | Zawodnik         | Narodowość        | Tor | Reakcja | Rezultat | Uwagi                     |
| ---- | ---------------- | ----------------- | --- | ------- | -------- | ------------------------- |
| 1    | Usain Bolt       | Jamajka           | 4   | 0,146   | 9,58     | Rekord świata             |
| 2    | Tyson Gay        | Stany Zjednoczone | 5   | 0,144   | 9,71     | Rekord kraju              |
| 3    | Asafa Powell     | Jamajka           | 6   | 0,134   | 9,84     | Najlepszy wynik w sezonie |
| 4    | Daniel Bailey    | Antigua i Barbuda | 3   | 0,129   | 9,93     |                           |
| 5    | Richard Thompson | Trynidad i Tobago | 8   | 0,119   | 9,93     | Najlepszy wynik w sezonie |
| 6    | Dwain Chambers   | Wielka Brytania   | 1   | 0,123   | 10,00    | Najlepszy wynik w sezonie |
| 7    | Marc Burns       | Trynidad i Tobago | 2   | 0,165   | 10,00    | Najlepszy wynik w sezonie |
| 8    | Darvis Patton    | Stany Zjednoczone | 7   | 0,149   | 10,34    |                           |

## Rekordy po mistrzostwach
W poniższej tabeli przedstawione są rekord świata, rekord mistrzostw świata, rekord Polski oraz rekordy poszczególnych kontynentów z dnia 16 sierpnia 2009 roku – zakończenia rywalizacji na tym dystansie podczas tej imprezy.
| Rekord świata                                  | Usain Bolt (JAM)       | 9,58 s  | Berlin, Niemcy  | 16.08.2009 |
| Rekord mistrzostw świata                       | Usain Bolt (JAM)       | 9,58 s  | Berlin, Niemcy  | 16.08.2009 |
| Rekord Polski                                  | Marian Woronin (POL)   | 10,00 s | Warszawa        | 9.06.1984  |
| Rekord Afryki                                  | Olusoji Fasuba (NGR)   | 9,85 s  | Ateny, Grecja   | 12.05.2006 |
| Rekord Ameryki Południowej                     | Robson da Silva (BRA)  | 10,00 s | Meksyk, Meksyk  | 22.08.1988 |
| Rekord Ameryki Północnej, Środkowej i Karaibów | Usain Bolt (JAM)       | 9,58 s  | Berlin, Niemcy  | 16.08.2009 |
| Rekord Azji                                    | Samuel Francis (QAT)   | 9,99 s  | Amman, Jordania | 22.08.2007 |
| Rekord Europy                                  | Francis Obikwelu (POR) | 9,86 s  | Ateny, Grecja   | 22.08.2004 |
| Rekord Australii i Oceanii                     | Patrick Johnson (AUS)  | 9,93 s  | Mito, Japonia   | 05.05.2003 |